# Чемпіонат світу з футболу 2018 (статистика)
Статистика чемпіонату світу з футболу 2018, який відбувався в Росії.

## Загальна статистика

### Перемоги, нічиї і поразки
- Найбільше перемог: 5 — Бельгія, Франція
- Найменше перемог: 0 — Австралія, Єгипет, Ісландія, Коста-Рика, Марокко, Панама
- Найбільше поразок: 3 — Англії, Єгипет, Панама
- Найменше поразок: 0 — Данія, Іспанія, Франція
- Найбільше нічиїх: 3 — Данія, Іспанія
- Найменше нічиїх: 0 — Бельгія, Єгипет, Мексика, Нігерія, Німеччина, Панама, Перу, Південна Корея, Польща, Саудівська Аравія, Сербія, Туніс, Уругвай, Швеція
- Найбільше очок на груповому етапі: 9 — Бельгія, Уругвай, Хорватія
- Найменше очок на груповому етапі: 0 — Єгипет, Панама

### Результативність
- Загальна кількість голів: 169, включаючи 122 на груповому етапі
- Середня кількість голів за матч: 2.64
- Загальна кількість хет-триків: 2 (Кріштіану Роналду, Гаррі Кейн)
- Загальна кількість призначених пенальті: 29
- Загальна кількість забитих пенальті: 22
- Автоголи: 12 — Едсон Альварес, Азіз Бегич, Азіз Бугаддуз, Огенекаро Етебо, Сергій Ігнашевич, Янн Зоммер, Маріо Манджукич, Яссін Меріах, Ахмед Фатхі, Фернандінью, Тьяго Цьонек і Денис Черишев

#### За командами
- Найбільше забитих голів, команда: 16 — Бельгія
- Найменша кількість голів: 2 — Австралія, Данія, Єгипет, Іран, Ісландія, Коста-Рика, Марокко, Німеччина, Панама, Перу, Польща, Саудівська Аравія, Сербія
- Найбільше пропущених голів: 11 — Панама
- Найменше пропущених голів: 2 — Данія, Іран, Перу
- Найкраща різниця м'ячів: +10 — Бельгія
- Найгірша різниця м'ячів: −9 — Панама
- Найбільша кількість забитих голів (обома командами): 7 — Бельгія 5 - 2 Туніс; Англія 6 - 1 Панама; Франція 4 - 3 Аргентина
- Найбільша кількість забитих голів (однією командою): 6 — Англія в матчі проти Панами
- Найбільша кількість забитих голів (командою, що програла): 3 — Аргентина в матчі проти Франції
- Найбільша різниця м'ячів у матчі: 5 — Росія 5 - 0 Саудівська Аравія; Англія 6 - 1 Панама
- Найбільше сухих ігор: 4 — Франція
- Найменше сухих ігор: 0 — Австралія, Аргентина, Єгипет, Ісландія, Коста-Рика, Марокко, Німеччина, Панама, Саудівська Аравія, Сенегал, Туніс, Швейцарія, Японія
- Найбільше сухих ігор (з боку супротивника): 2 — Англія, Коста-Рика, Мексика, Марокко, Німеччина, Перу, Саудівська Аравія
- Найменше сухих ігор (з боку супротивника): 0 — Бразилія, Іспанія, Колумбія, Португалія, Туніс, Хорватія

#### За гравцями
- Найбільше забитих голів, особа: 6 — Гаррі Кейн
- Найбільше результативних передач: 2 — Еден Азар, Евер Банега, Олександр Головін, Антуан Грізманн, Кевін Де Брейне, Артем Дзюба, Лукас Ернандес, Хуан Кінтеро, Віктор Классон, Філіппе Коутіньйо, Тома Меньє, Ліонель Мессі, Хамес Родрігес, Карлос Санчес, Юрі Тілеманс, Насер Шадлі
- Найбільше голів та результативних передач:   — Гаррі Кейн (6 голів)
- Найбільша кількість голів, забитих одним гравцем в матчі: 3 — Кріштіану Роналду за Португалію проти Іспанії; Гаррі Кейн за Англію проти Панами
- Найстарший гравець, що забив гол: 37 років і 120 днів — Феліпе Балой за Панаму проти Англії
- Наймолодший гравець, що забив гол: 19 років і 183 дні — Кіліан Мбаппе за Францію проти Перу

#### За часом
- Перший гол на чемпіонаті: Юрій Газинський за збірну Росії у матчі проти Саудівської Аравії
- Перший хет-трик на чемпіонаті: Кріштіану Роналду за збірну Португалії проти Іспанії
- Останній гол на чемпіонаті: Маріо Манджукич за збірну Хорватії у матчі проти Франції
- Останній хет-трик на чемпіонаті: Гаррі Кейн за збірну Англії проти Панами
- Найшвидший гол від початку тайму: 1-а хв. — Матіас Йоргенсен в матчі Хорватія — Данія (1:1)
- Найшвидший гол у матчі після заміни: 1-а хв. — Артем Дзюба за збірну Росії проти Саудівської Аравії
- Найпізніший гол у матчі без додаткового часу: 90+7 хв. — Неймар за Бразилію проти Коста-Рики
- Найпізніший гол у матчі з додатковим часом: 115 хв. — Маріо Фернандес за Росію проти Хорватії
- Найпізніший переможний гол у матчі без додаткового часу: 90+5 хв. — Азіз Бугаддуз (автогол) у матчі Марокко проти Ірану (1:0); Тоні Кроос у матчі Німеччини проти Швеції (2:1); Салем аль-Давсарі у матчі Саудівської Аравії проти Єгипту (2:1)
- Найпізніший переможний гол у матчі з додатковим часом: 109 хв. — Маріо Манджукич за Хорватію проти Англії

## Бомбардири
У 64 матчах було забито 169 голів, у середньому 2.64 голи за гру.
6 голів
| - Гаррі Кейн |

4 голи
| - Ромелу Лукаку - Кріштіану Роналду | - Денис Черишев - Антуан Грізманн | - Кіліан Мбаппе |

3 голи
- Еден Азар
- Дієго Коста
- Єррі Міна
- Артем Дзюба
- Едінсон Кавані
- Маріо Манджукич
- Іван Перишич

2 голи
- Міле Єдинак
- Джон Стоунс
- Серхіо Агуеро
- Філіппе Коутіньйо
- Неймар
- Мохаммед Салах
- Ахмед Муса
- Сон Хин Мін
- Вагбі Хазрі
- Луїс Суарес
- Лука Модрич
- Андреас Гранквіст
- Інуї Такасі

1 гол
- Деле Аллі
- Джессі Лінгард
- Гаррі Магвайр
- Кіран Тріпп'є
- Анхель Ді Марія
- Габріель Меркадо
- Ліонель Мессі
- Маркос Рохо
- Міші Батшуаї
- Ян Вертонген
- Кевін Де Брейне
- Дріс Мертенс
- Тома Меньє
- Маруан Феллаїні
- Насер Шадлі
- Аднан Янузай
- Ренато Аугусто
- Пауліньйо
- Тіагу Сілва
- Роберто Фірміно
- Крістіан Еріксен
- Матіас Йоргенсен
- Юссуф Поульсен
- Карім Ансаріфард
- Гілфі Сігурдссон
- Альфред Фіннбогасон
- Яго Аспас
- Іско
- Начо
- Хуан Кінтеро
- Хуан Куадрадо
- Радамель Фалькао
- Кендалл Востон
- Халід Бутаїб
- Юссеф Ен-Несірі
- Карлос Вела
- Хав'єр Ернандес
- Ірвінг Лосано
- Віктор Мозес
- Тоні Кроос
- Марко Ройс
- Феліпе Балой
- Паоло Герреро
- Андре Каррільйо
- Кім Йон Гвон
- Ян Беднарек
- Гжегож Крихов'як
- Рікарду Куарежма
- Пепе
- Юрій Газинський
- Олександр Головін
- Маріо Фернандес
- Салем аль-Давсарі
- Салман аль-Фарадж
- Мусса Ваге
- Садіо Мане
- Мбай Ньянг
- Александар Коларов
- Александар Митрович
- Фахреддін Бен-Юссеф
- Дилан Бронн
- Ферджані Сассі
- Хосе Марія Хіменес
- Рафаель Варан
- Бенжамен Павар
- Поль Погба
- Самюель Умтіті
- Мілан Бадель
- Домагой Віда
- Андрей Крамарич
- Іван Ракитич
- Анте Ребич
- Граніт Джака
- Блерім Джемайлі
- Йосип Дрмич
- Стівен Цубер
- Джердан Шачірі
- Людвіг Аугустінссон
- Ула Тойвонен
- Еміль Форсберг
- Каґава Сіндзі
- Осако Юя
- Харагуті Генкі
- Хонда Кейсуке

1 автогол
- Азіз Бегич (проти Франції)
- Фернандінью (проти Бельгії)
- Ахмед Фатхі (проти Росії)
- Азіз Бугаддуз (проти Ірану)
- Огенекаро Етебо (проти Хорватії)
- Едсон Альварес (проти Швеції)
- Тьяго Цьонек (проти Сенегалу)
- Сергій Ігнашевич (проти Іспанії)
- Денис Черишев (проти Уругваю)
- Яссін Меріах (проти Панами)
- Маріо Манджукич (проти Франції)
- Янн Зоммер (проти Коста-Рики)

Джерело: ФІФА

## Асистенти
2 передачі
- Евер Банега
- Ліонель Мессі
- Еден Азар
- Кевін Де Брейне
- Тома Меньє
- Юрі Тілеманс
- Насер Шадлі
- Філіппе Коутіньйо
- Хуан Кінтеро
- Хамес Родрігес
- Олександр Головін
- Артем Дзюба
- Карлос Санчес
- Антуан Грізманн
- Лукас Ернандес
- Віктор Классон

1 передача
- Джессі Лінгард
- Гаррі Магвайр
- Рагім Стерлінг
- Кіран Тріпп'є
- Ешлі Янг
- Габріель Меркадо
- Маркос Рохо
- Тобі Алдервейрелд
- Ромелу Лукаку
- Дріс Мертенс
- Вілліан
- Дуглас Коста
- Габріел Жезус
- Неймар
- Томас Ділейні
- Крістіан Еріксен
- Ніколай Йоргенсен
- Абдалла Саїд
- Серхіо Бускетс
- Андрес Іньєста
- Данієль Карвахаль
- Хуан Куадрадо
- Хоель Кемпбелл
- Файсал Фаджр
- Хав'єр Ернандес Балькасар
- Ірвінг Лосано
- Маріо Гомес
- Марко Ройс
- Віктор Мозес
- Кеннет Омеруо
- Рікардо Авіла
- Паоло Герреро
- Лі Дже Сон
- Чу Се Джон
- Каміль Гросицький
- Рафал Кужава
- Рафаел Геррейру
- Гонсалу Гуедеш
- Жуан Моутінью
- Андре Сілва
- Алан Дзагоєв
- Роман Зобнін
- Ілля Кутєпов
- Маріо Фернандес
- Абдулла Отайф
- Мбай Ньянг
- Душан Тадич
- Хамді Наггез
- Уссама Хаддаді
- Вагбі Хазрі
- Родріго Бентанкур
- Луїс Суарес
- Олів'є Жіру
- Корентен Толіссо
- Мілан Бадель
- Марцело Брозович
- Домагой Віда
- Шиме Врсалько
- Матео Ковачич
- Маріо Манджукич
- Лука Модрич
- Іван Перишич
- Йосип Пиварич
- Маріо Гавранович
- Брель Емболо
- Деніс Закарія
- Джердан Шачірі
- Ула Тойвонен
- Інуї Такасі
- Каґава Сіндзі
- Нагатомо Юто
- Сібасакі Гаку
- Хонда Кейсуке

Джерело: ФІФА

## Статистика збірних
| Поз. | Збірна            | І | В | Н | П | РМ   | О  | ЖК  | YK · YK · RK | RK | ФП  | Г  |
| ---- | ----------------- | - | - | - | - | ---- | -- | --- | ------------ | -- | --- | -- |
| 1    | Франція           | 7 | 6 | 1 | 0 | 14:6 | 19 | 12  | 0            | 0  | 12  | C1 |
| 2    | Хорватія          | 7 | 4 | 2 | 1 | 14:9 | 14 | 15  | 0            | 0  | 15  | D1 |
| 3    | Бельгія           | 7 | 6 | 0 | 1 | 16:6 | 18 | 11  | 0            | 0  | 11  | G1 |
| 4    | Англія            | 7 | 3 | 1 | 3 | 12:8 | 10 | 8   | 0            | 0  | 8   | G2 |
| 5    | Уругвай           | 5 | 4 | 0 | 1 | 7:3  | 12 | 3   | 0            | 0  | 3   | A1 |
| 6    | Бразилія          | 5 | 3 | 1 | 1 | 8:3  | 10 | 7   | 0            | 0  | 7   | E1 |
| 7    | Швеція            | 5 | 3 | 0 | 2 | 6:4  | 9  | 8   | 0            | 0  | 8   | F1 |
| 8    | Росія             | 5 | 2 | 2 | 1 | 11:7 | 8  | 6   | 1            | 0  | 9   | A2 |
| 9    | Колумбія          | 4 | 2 | 1 | 1 | 6:3  | 7  | 9   | 0            | 1  | 13  | H1 |
| 10   | Іспанія           | 4 | 1 | 3 | 0 | 7:6  | 6  | 2   | 0            | 0  | 2   | B1 |
| 11   | Данія             | 4 | 1 | 3 | 0 | 3:2  | 6  | 6   | 0            | 0  | 6   | C2 |
| 12   | Мексика           | 4 | 2 | 0 | 2 | 3:6  | 6  | 9   | 0            | 0  | 9   | F2 |
| 13   | Португалія        | 4 | 1 | 2 | 1 | 6:6  | 5  | 7   | 0            | 0  | 7   | B2 |
| 14   | Швейцарія         | 4 | 1 | 2 | 1 | 5:5  | 5  | 9   | 0            | 0  | 9   | E2 |
| 15   | Японія            | 4 | 1 | 1 | 2 | 6:7  | 4  | 5   | 0            | 0  | 5   | H2 |
| 16   | Аргентина         | 4 | 1 | 1 | 2 | 6:9  | 4  | 11  | 0            | 0  | 11  | D2 |
| 17   | Сенегал           | 3 | 1 | 1 | 1 | 4:4  | 4  | 6   | 0            | 0  | 6   | H3 |
| 18   | Іран              | 3 | 1 | 1 | 1 | 2:2  | 4  | 7   | 0            | 0  | 7   | B3 |
| 19   | Південна Корея    | 3 | 1 | 0 | 2 | 3:3  | 3  | 10  | 0            | 0  | 10  | F3 |
| 20   | Перу              | 3 | 1 | 0 | 2 | 2:2  | 3  | 5   | 0            | 0  | 5   | C3 |
| 21   | Нігерія           | 3 | 1 | 0 | 2 | 3:4  | 3  | 4   | 0            | 0  | 4   | D3 |
| 22   | Німеччина         | 3 | 1 | 0 | 2 | 2:4  | 3  | 2   | 1            | 0  | 5   | F4 |
| 23   | Сербія            | 3 | 1 | 0 | 2 | 2:4  | 3  | 9   | 0            | 0  | 9   | E3 |
| 24   | Туніс             | 3 | 1 | 0 | 2 | 5:8  | 3  | 4   | 0            | 0  | 4   | G3 |
| 25   | Польща            | 3 | 1 | 0 | 2 | 2:5  | 3  | 3   | 0            | 0  | 3   | H4 |
| 26   | Саудівська Аравія | 3 | 1 | 0 | 2 | 2:7  | 3  | 1   | 0            | 0  | 1   | A3 |
| 27   | Марокко           | 3 | 0 | 1 | 2 | 2:4  | 1  | 8   | 0            | 0  | 8   | B4 |
| 28   | Ісландія          | 3 | 0 | 1 | 2 | 2:5  | 1  | 3   | 0            | 0  | 3   | D4 |
| 29   | Коста-Рика        | 3 | 0 | 1 | 2 | 2:5  | 1  | 6   | 0            | 0  | 6   | E4 |
| 30   | Австралія         | 3 | 0 | 1 | 2 | 2:5  | 1  | 7   | 0            | 0  | 7   | C4 |
| 31   | Єгипет            | 3 | 0 | 0 | 3 | 2:6  | 0  | 5   | 0            | 0  | 5   | A4 |
| 32   | Панама            | 3 | 0 | 0 | 3 | 2:11 | 0  | 11  | 0            | 0  | 11  | G4 |
|      |                   |   |   |   |   |      |    | 210 | 2            | 1  | 220 |    |

Примітки: 

 — 1 очко

 — 3 очка

 — 4 очка